# Robert Oliphant

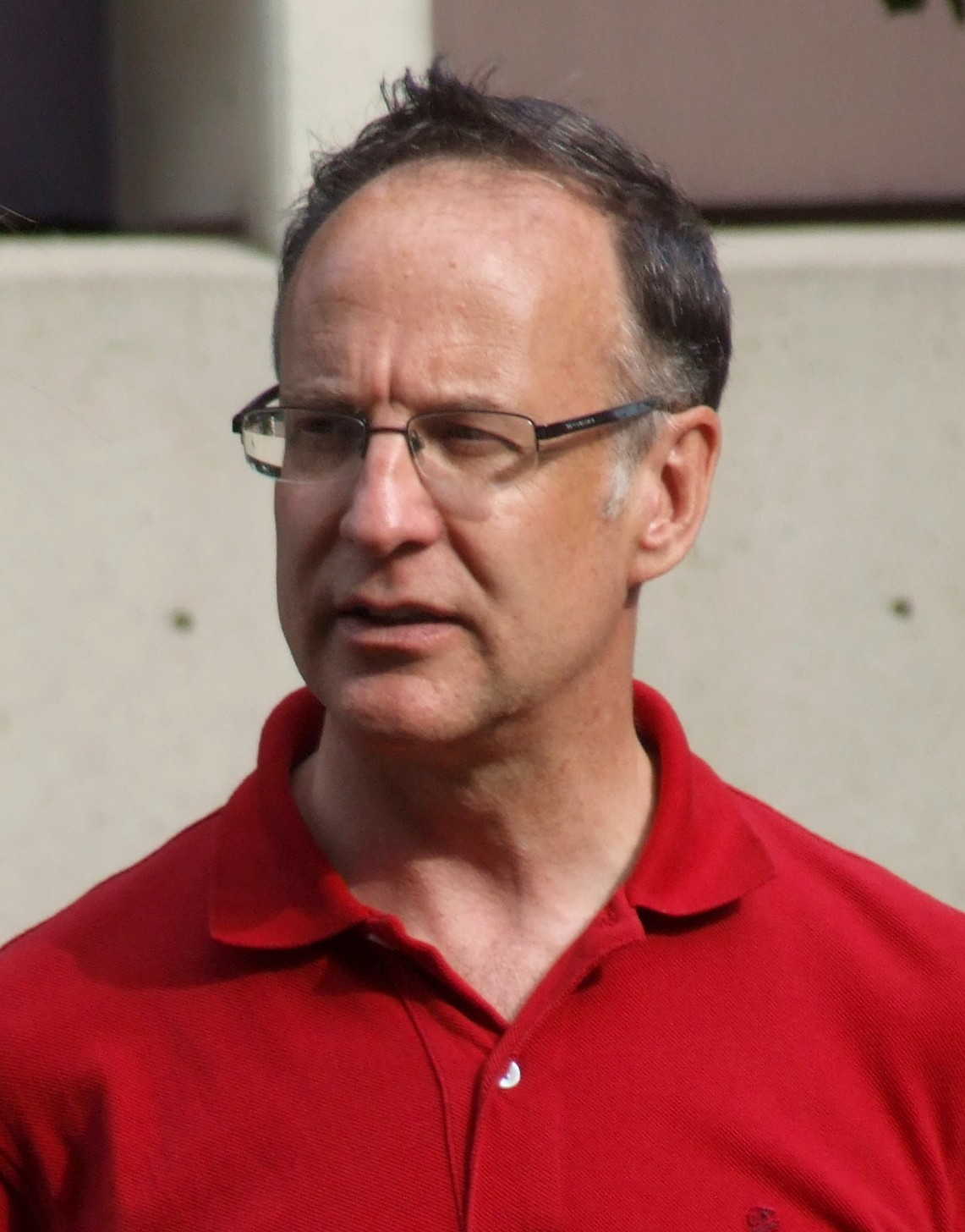
Robert Oliphant

Robert „Rob“ Oliphant (* 7. Juni 1956 in Sault Ste. Marie, Ontario) ist ein kanadischer Pastor der United Church of Canada und Politiker der Liberalen Partei Kanadas.

## Leben
Oliphant studierte Finanzwissenschaften an der University of Toronto. Später studierte er Theologie an der Vancouver School of Theology, University of British Columbia. Er wurde 1984 ordiniert und arbeitet anschließend in verschiedenen Kirchengemeinden, zuletzt von 1999 bis 2008 in Toronto. 2008 wurde er am Chicago Theological Seminary zum doctor of ministry promoviert.
Oliphant war vom 18. November 2008 bis 2011 Abgeordneter im Kanadischen Unterhaus. Bei der Kanadischen Unterhauswahl 2015 gelang ihm als Abgeordneter der Wiedereinzug in das Kanadische Unterhaus. Oliphant wohnt in Sherwood Park in Toronto mit seinem Lebenspartner Marco Fiola, einem Hochschullehrer für Linguistik an der Ryerson University.